# Biosteres stonehamensis
Biosteres stonehamensis är en stekelart som beskrevs av Fischer 1970. Biosteres stonehamensis ingår i släktet Biosteres och familjen bracksteklar. Inga underarter finns listade.